# Salamo Arouch
Salamo Arouch (hebräisch שלמה ארוך, griechisch Σολομόν Αρούχ, geboren am 1. Januar 1923 in Thessaloniki; gestorben am 26. April 2009 in Tel Aviv) war ein griechisch-israelischer Boxer und Überlebender des KZ Auschwitz.

## Leben
Salamo Arouch stammte aus einer Fischerfamilie. Schon als Kind begann er, in Sportwettkämpfen zu boxen. Als 14-Jähriger gewann er seinen ersten Wettkampf. Gemeinsam mit Marco Azouz, Jacko Razon, Dino Uziel und anderen gehörte er dem ungeschlagenen Team Maccabi an, welches 1939 die griechischen Boxmeisterschaften gewann. Laut Sports in Greece sollen zwei Drittel der besten Boxer von Thessaloniki diesem Team angehört haben. 1941 wurde er als 18-Jähriger Balkan-Meister im Mittelgewicht. Wie sein Vater und sein Bruder verdiente er sich seinen Lebensunterhalt als Hafenarbeiter. Bis zu seiner Deportation soll er in 24 Kämpfen ungeschlagen geblieben sein. Aufgrund seiner exzellenten Fußarbeit wurde er auch „Der Balletttänzer“ genannt.
1943 wurde er zusammen mit seiner Familie in das Konzentrationslager Auschwitz-Birkenau deportiert. Alle Frauen und Kinder seiner Familie wurden am Tag ihrer Ankunft vergast. Sein Bruder wurde erschossen, weil er sich weigerte, an Leichen die Goldzähne zu entfernen. Der Vater wurde wegen seiner körperlichen Schwäche ebenfalls in der Gaskammer ermordet.
Arouch bestritt in Auschwitz nach eigenen Angaben mehr als 200 Boxkämpfe zur Belustigung der Wachmannschaften, die darauf warteten, dass Blut floss. Für jeden Sieg erhielt er ein Brot und durfte in der Küche arbeiten. Die Verlierer wurden zumeist erschossen oder vergast. Das Boxen ermöglichte ihm das Überleben. Am 27. Januar 1945 wurde das KZ Auschwitz durch sowjetische Truppen befreit.
Es gibt zwei Versionen über Arouchs Befreiung.
- New York Times und Washington Post schreiben, er sei in Auschwitz von der Roten Armee befreit worden, diese Version wird auch im Film erzählt. Er habe sich danach auf den Weg gemacht, um in anderen Konzentrationslagern nach überlebenden Familienmitgliedern zu suchen. Im KZ Bergen-Belsen habe er seine spätere Frau kennengelernt.
- Haaretz schreibt, er sei von den Nazis ins KZ Bergen-Belsen deportiert worden und habe dort Zwangsarbeit leisten müssen – bis zur Befreiung des Lagers durch die britische Armee.

Mit seiner Frau Marta Yechiel, die ebenfalls aus Thessaloniki stammte und deportiert worden war, übersiedelte er 1945 nach Palästina. Dort arbeitete er als Schiffsmakler und boxte regelmäßig. Er blieb weiterhin ungeschlagen, nur seinen letzten Kampf gegen den Italiener Amleto Falcinelli in Tel Aviv am 8. Juni 1955 verlor er nach Punkten. Seine Erinnerungen wurden 1989 mit dem Titel Triumph des Geistes verfilmt. Arouch gab dem Hauptdarsteller des Filmes, Willem Dafoe, dafür Box-Unterricht. Sein Boxerkollege aus Thessaloniki, Jacko Razon, der ebenfalls den Holocaust überlebt hatte, verklagte daraufhin die Filmproduzenten und Arouch auf 20 Millionen Dollar und behauptete, diese hätten seine Geschichte geklaut. Später wurde der Fall – mit einer Zahlung von 30.000 Dollar – außergerichtlich geklärt.
Er erlitt 1994 einen Schlaganfall, der ihn pflegebedürftig machte. Er hatte vier Kinder und zwölf Enkel.